# Flos Mariae
Flos Mariae fue un conjunto español de música cristiana conformado por siete hermanas de la familia Bellido Durán. Activas entre 2013 y 2021, su estilo peculiar hizo que se convirtiesen en un meme de internet.

## Historia
Las integrantes de Flos Mariae son parte de la familia Bellido Durán, de dieciséis hermanos, de los cuales viven 14. El grupo fue creado en diciembre de 2013 por una promesa hecha a la Virgen María, por la que se comprometían a crear un grupo musical si su madre sanaba de un cáncer. Flos Mariae fue uno de los varios proyectos digitales familiares relacionados con el catolicismo, entre los cuales se cuentan un portal web, un sitio de citas para solteros católicos y varios canales en YouTube, entre otros. El nombre del grupo significa «La flor de María» en latín.
En 2014, un vídeo en el que interpretaban su canción «Amén» se viralizó en redes sociales debido a su estética kitsch, calificada de feísta, y su letra, entre la que destaca el primer verso: «Como una loncha de queso en un sandwich preso». Fueron comparadas con la banda ficticia Los Happiness, quienes en 2006 se dieron a conocer con la canción «Amo a Laura», en la que parodiaban las opiniones sobre las relaciones sexuales prematrimoniales de los cristianos conservadores. 
María José Durán Pi (más tarde llamada María Durán de Bellido), la madre de las Flos Mariae, falleció el 23 de septiembre de 2015 debido a una insuficiencia cardíaca luego de meses de lucha continua para sobrevivir al cáncer; no obstante, continuaron su actividad hasta 2021, cuando por disputas familiares se separaron en dos grupos llamados Mariah's Pop y 4HBD.
Durante su existencia publicaron seis discos y más de quinientos vídeos en YouTube.
En 2023 se estrenó la serie La mesías, dirigida por Javier Calvo y Javier Ambrossi, sobre unas hermanas que forman un grupo de pop cristiano inspirado en Flos Mariae en su estética y algunos elementos biográficos.